# Поліція думок

Символ Поліції думок

Полі́ція думо́к (ново. Thinkpol (англ. Think Police від Thought Police)) — репресивний орган тоталітарної держави Океанії, описаний Джорджем Орвеллом в романі «1984» (1949). Займається пошуком і знешкодженням думкозлочинців.
Thinkpol — це таємна поліція супердержави Океанія, яка виявляє та карає злочини (особисті та політичні думки, не схвалені режимом «ангсоцу» (новомовне скорочення «англійського соціалізму»)). Використовуючи кримінальну психологію та всюдисуще стеження (через інформатори, телеекрани, камери та мікрофони), Thinkpol стежить за громадянами Океанії та заарештовує всіх тих, хто вчинив злочини, кидаючи виклик статус-кво влади партії та режиму Старшого Брата.
Концепція Оруелла про «Поліцію думок» походить від інтелектуальної самочесності, яку демонструє «здатність людини дивитися перед неприємними фактами». Таким чином, критика домінуючої ідеології британського суспільства часто приводила Орвелла в конфлікт з ідеологами, людьми, які виступали за «смердючі ортодоксальні погляди».

## Організація і принципи роботи
У романі немає відомостей про структуру поліції думок і її керівництво. Відомо, що поліція думок — це каральний орган, аналогічний ВЧК/ОГПУ/НКВС. Вона має розвинену мережу шпигунів, які стежать за простими людьми і доповідають своєму керівництву про ймовірних думкозлочинців. Агенти поліції думок постійно перебувають у середовищі пролів і членів Внутрішньої партії. Для стеження також використовується спеціальний прилад, який являє собою гібрид телевізора і відеокамери — телеекран.

## В романі «1984»
У 1984 році уряд Океанії, де домінує Внутрішня партія, використовує новомову – сильно спрощену версію англійської мови – контролювати мову, дії та думки населення, визначаючи «несхвалені думки» як думкозлочин ; за такі дії Thinkpol заарештовує головного героя романа Вінстона Сміта та Джулію, його коханку, як ворогів держави. У розмові з Вінстоном О'Браєн, член Внутрішньої Партії та таємний офіцер Thinkpol, розповідає, що Thinkpol проводить операції під фальшивим прапором, наприклад, прикидаючись членами Братерства, щоб виманити та заарештувати «думкозлочинців».
Як агент-провокатор, О'Браєн дає Вінстону копію забороненої книги Емануїла Ґолдштайна ворога держави Океанія «Теорія та практика олігархічного колективізму»; однак фактична реальність Братерства в Океанії залишається невизначеною, оскільки О'Браєн відмовляється сказати Вінстону, чи існує Братерство справді чи ні. У книзі пояснюється, що «в Океанії ніщо не є ефективним, окрім поліції думки», оскільки Thinkpol є єдиним апаратом, який має ефективно функціонувати, щоб партія зберегла контроль. У кімнатах кожного громадянина Внутрішньої та Зовнішньої партії є телеекран, за допомогою якого Thinkpol аудіовізуально перевіряє їхню поведінку на наявність неортодоксальних думок і відстежує видимі ознаки психологічного стресу,які виявляє людина, що бореться зі своїм життям, наприклад, слова, сказані під час сну. Thinkpol також шпигує та усуває розумних людей, таких як лексикограф Сайм, який видається неособою, незважаючи на його шалену відданість Партії та Старшому Брату.
Щоб усунути можливих мучеників, чоловіків і жінок, загальна пам'ять про яких може спровокувати антипартійний опір, ідейних злочинців доставляють до Мінкоха (Міністерства Любові), де Thinkpol розбиває їх розмовами, приниженням (моральним і фізичним) і тортурами в кімнаті 101. Розбиваючи в'язнів, Thinkpol змушує їх щиро прийняти світогляд Ingsoc і беззастережно любити Старшого Брата. Після цього Thinkpol звільняє політично реабілітованих в'язнів у соціальне русло Океанії. Якщо буде виявлено, що звільнені злочинці вчинили ще кілька злочинів, Thinkpol повторно заарештовує їх для подальших допитів і катувань, а також страти, яка закінчується кремацією в неособі.
Крім того, кожен член Внутрішньої Партії та Зовнішньої Партії, який коли-небудь знав, був знайомий або знав про будь-яку неособу, повинен забути про них, щоб не скоїти думкозлочин, згадавши неособу. Така зупинка злочинності, ідеологічна самодисципліна, відсутність незалежного мислення вказує на культурний успіх новомови як засобу соціального контролю. Крім того, Мініправ (Міністерство Правди) має завдання знищити всі записи неособистостей. Thinkpol зазвичай не втручається в життя Пролів, робітничих класів Океанії, але залучає агентів-провокаторів під прикриттям, щоб діяти серед них, поширюючи чутки, щоб заманити в пастку, ідентифікувати та знищити будь-якого Прола, який демонструє розум і здатність до незалежного мислення, що може призвести до повстання проти культурної гегемонії Партії.

## В інших вживаннях
На початку двадцятого століття, до публікації 1984 року, Японська імперія (1868—1947) у 1911 році заснувала Tokubetsu Kōtō Keisatsu («Особливу вищу поліцію»), політичну поліцію, також відому як Shisō Keisatsu, «Поліція думки», яка розслідувала та контролювала місцеві політичні групи, чиї ідеології вважалися загроза громадському порядку країн, колонізованих Японією. У сучасному вживанні термін «поліція думки» та його варіанти часто стосуються фактичного або уявного примусу ідеологічної ортодоксальності в політичному житті суспільства. У Північній Кореї Міністерство державної безпеки було створено династією Кім у 1973 році та було відоме під назвою Поліція думки Північної Кореї, де думки в КНДР контролюються не лише кастовою системою Сонбун, а й Трудовою партією Кореї.